# Off-Season
Die Off-Season, auch Offseason, ist im Sport die Zeit während der Spielpause zwischen zwei Saisons und wird hauptsächlich mit US-amerikanischen Ligen, wie der NBA, MLB, NHL, NFL oder MLS in Verbindung gebracht. Während die Spieler sich erholen und auf die nächste Spielzeit vorbereiten, arbeitet das Management weiter. Es werden neue Spieler verpflichtet, per Trade, Neuverpflichtung oder durch den alljährlichen Draft. In der Off-Season werden außerdem Regeländerungen vorgenommen, die zu Beginn der neuen Saison eingeführt werden.
In der Regel ist die Off-Season
- In der MLB von Oktober bis März
- In der NFL von Februar bis August
- In der NBA von Juni bis Oktober
- In der NHL von Juni bis September
- In der MLS von Dezember bis März

| Off-Season-Übersicht der nordamerikanischen Top-Ligen | Off-Season-Übersicht der nordamerikanischen Top-Ligen | Off-Season-Übersicht der nordamerikanischen Top-Ligen | Off-Season-Übersicht der nordamerikanischen Top-Ligen | Off-Season-Übersicht der nordamerikanischen Top-Ligen | Off-Season-Übersicht der nordamerikanischen Top-Ligen | Off-Season-Übersicht der nordamerikanischen Top-Ligen | Off-Season-Übersicht der nordamerikanischen Top-Ligen | Off-Season-Übersicht der nordamerikanischen Top-Ligen | Off-Season-Übersicht der nordamerikanischen Top-Ligen | Off-Season-Übersicht der nordamerikanischen Top-Ligen | Off-Season-Übersicht der nordamerikanischen Top-Ligen | Off-Season-Übersicht der nordamerikanischen Top-Ligen |
| Liga                                                  | Januar                                                | Februar                                               | März                                                  | April                                                 | Mai                                                   | Juni                                                  | Juli                                                  | August                                                | September                                             | Oktober                                               | November                                              | Dezember                                              |
| ----------------------------------------------------- | ----------------------------------------------------- | ----------------------------------------------------- | ----------------------------------------------------- | ----------------------------------------------------- | ----------------------------------------------------- | ----------------------------------------------------- | ----------------------------------------------------- | ----------------------------------------------------- | ----------------------------------------------------- | ----------------------------------------------------- | ----------------------------------------------------- | ----------------------------------------------------- |
| MLB                                                   | ×                                                     | ×                                                     | ×                                                     |                                                       |                                                       |                                                       |                                                       |                                                       |                                                       | ×                                                     | ×                                                     | ×                                                     |
| MLS                                                   | ×                                                     | ×                                                     | ×                                                     |                                                       |                                                       |                                                       |                                                       |                                                       |                                                       |                                                       |                                                       | ×                                                     |
| NBA                                                   |                                                       |                                                       |                                                       |                                                       |                                                       | ×                                                     | ×                                                     | ×                                                     | ×                                                     | ×                                                     |                                                       |                                                       |
| NFL                                                   |                                                       | ×                                                     | ×                                                     | ×                                                     | ×                                                     | ×                                                     | ×                                                     | ×                                                     |                                                       |                                                       |                                                       |                                                       |
| NHL                                                   |                                                       |                                                       |                                                       |                                                       |                                                       | ×                                                     | ×                                                     | ×                                                     | ×                                                     |                                                       |                                                       |                                                       |